# Caso Setiabudi 13
El caso Setiabudi 13 es un caso sin resolver de un hombre no identificado que fue encontrado mutilado el 23 de noviembre de 1981 en una acera de Jalan Jenderal Sudirman, Setiabudi, Yakarta. Debido al sadismo y la incertidumbre del mismo, este es uno de los primeros casos de mutilación y uno de los más misteriosos en Indonesia.
El médico forense, Mun'im Idris, se encargó de la investigación de la autopsia del cuerpo. Llamó al caso como el más brutal y memorable jamás tratado.

## Los hechos
En la mañana del 23 de noviembre de 1981, dos guardias de seguridad en el PT. Garuda Mataram Motor encontraron dos cajas de cartón en la acera de Jalan Jenderal Sudirman, Setiabudi, Yakarta Central, frente al edificio Arthaloka —actualmente una sucursal del Bank Muamalat—. Las dos cajas llamaron la atención de los guardias porque las cajas emanaban un olor rancio y estaban rodeadas de moscas. Los dos guardias habían informado del descubrimiento de las cajas a un policía que controlaba el tráfico, pero debido a que estaban ocupados, este descubrimiento terminó en el olvido.
Las dos cajas continuaron tiradas a un lado de la carretera hasta que fueron encontradas por dos personas sin hogar. Cuando se abrió, se encontró un cuerpo mutilado. La primera caja contenía trece huesos y una cabeza. La segunda caja contenía 180 piezas de carne humana, incluidos órganos internos como los pulmones, el hígado y el bazo. No se eliminaron algunas marcas corporales como huellas dactilares, palmas, plantas de los pies y cabeza, mientras que no se encontraron partes del cuerpo como el ano, la vejiga y el páncreas.

### Resultados de la autopsia
La disección del cuerpo se llevó a cabo durante aproximadamente dos horas. El forense dijo que la víctima fue asesinada sistemáticamente. Según la investigación, se estimó que la víctima era un hombre no identificado que tenía entre 18 y 21 años, una estatura de 165 cm, sufría fimosis, y un poco de obesidad. La víctima fue asesinada y mutilada entre dos y un día antes de que se encontrara el cuerpo. Los resultados de la prueba de huellas dactilares no coincidieron. Al parecer, las mutilaciones fueron llevadas a cabo por más de una persona y duraron entre tres y cuatro horas.
Durante el proceso de identificación acudieron cientos de personas que alegaron haber perdido a familiares, pero de diversas informaciones recabadas por la policía ninguna coincidía con la persona buscada, hasta que el 27 de noviembre de 1981 la víctima fue enterrada en la TPU de Tegal Alur, Kalideres, Yakarta Occidental. Hasta ahora, este caso sigue sin ser resuelto.